# Gare de Gadarwara
La gare de Gadarwara est une gare ferroviaire de catégorie B sous West Central Railways desservant la ville de Gadarwara, dans le district de Narsinghpur de l'État indien du Madhya Pradesh. Elle se trouve sous la division ferroviaire de Jabalpur de la zone ferroviaire du Centre-Ouest des Chemins de fer indiens.

## Service des voyageurs

### Desserte
Gadarwara est relié par les chemins de fer indiens, avec la possibilité de faire circuler des trains quotidiens pour New Delhi, Mumbai, Kolkata, Bhopal, Indore, Jabalpur, Itarsi, Gwalior, Allahabad, Varanasi, Patna, Goa, Coimbatore, Agartala, Attari, Amritsar et plusieurs autres endroits en Inde. La jonction la plus proche est Itarsi (117 km), et une autre jonction proche est Jabalpur (129 km).
L'aéroport de Jabalpur est situé à une distance de 140 km,,,,,.